# Caldecote (Warwickshire)
Caldecote es una parroquia civil y un pueblo del distrito de North Warwickshire, en el condado de Warwickshire (Inglaterra).

## Geografía
Según la Oficina Nacional de Estadística británica, Caldecote tiene una superficie de 2,58 km².

## Demografía
Según el censo de 2001, Caldecote tenía 135 habitantes (53,33% varones, 46,67% mujeres) y una densidad de población de 52,33 hab/km². El 13,33% eran menores de 16 años, el 82,22% tenían entre 16 y 74, y el 4,44% eran mayores de 74. La media de edad era de 43,57 años. Del total de habitantes con 16 o más años, el 30,77% estaban solteros, el 46,15% casados, y el 23,08% divorciados o viudos.
El 97,76% de los habitantes eran originarios del Reino Unido y el 2,24% de cualquier otro lugar salvo del resto de países europeos. Todos los habitantes eran blancos. El cristianismo era profesado por el 73,68%, mientras que el 16,54% no eran religiosos y el 9,77% no marcaron ninguna opción en el censo.
Había 64 hogares con residentes y 3 vacíos.